# Sauveterre, Gard
Sauveterre är en kommun i departementet Gard i regionen Occitanien i södra Frankrike. Kommunen ligger i kantonen Roquemaure som tillhör arrondissementet Nîmes. År 2022 hade Sauveterre 2 013 invånare.

## Befolkningsutveckling
Antalet invånare i kommunen Sauveterre
Referens:INSEE